# 39566 Carllewis
39566 Carllewis este un asteroid din centura principală de asteroizi.

## Descriere
39566 Carllewis este un asteroid din centura principală de asteroizi. A fost descoperit pe 26 septembrie 1992 la Geisei de Tsutomu Seki. Asteroidul prezintă o orbită caracterizată de o semiaxă mare de 2,34 ua, o excentricitate de 0,22 și o înclinație de 5,3° în raport cu ecliptica.